# Český klub kinoamatérů
Český klub kinoamatérů, z. s., dříve Český klub kinoamatérů – videoklub Praha a původně Československý klub kinoamatérů (ČKK) je nejstarším amatérským filmovým klubem na území České a Slovenské republiky s aktuálním sídlem na Praze 6.

## Historie klubu
ČKK byl založen v roce 1935 skupinou pražských kinoamatérů, kteří se odtrhli od dříve založeného firemního filmového Pathé klubu sídlícího na pražském Smíchově. Po dvou letech nalezl klub své sídlo v Trojické ulici č. 10, Praha 2 – Nové Město.
Za první republiky se klubu dobře dařilo, členy byli většinou movití lidé. Veřejné promítání filmů pořádané klubem mělo velkou návštěvnost, ze vstupného klub hradil nájem i technické vybavení.
Výrazným členem ČKK byl Čeněk Zahradníček. Spolu s Vladimírem Šmejkalem natočil své slavné filmy Atom věčnosti (1934), Ruce v úterý (1935) a hlavně pak film Příběh vojáka (1936), který získal hlavní cenu na světové soutěži UNICA. Zahradníček se stal profesionálem a jako kameraman-dokumentarista byl jedním z hlavních tvůrců Československého filmového týdeníku Aktualita. Pořizoval oficiální záběry mnohých osobností a natočil významné události z období první republiky a protektorátu (natáčel např. v Lidicích či Terezíně, v Praze během květnového povstání apod.).
Klub přečkal i druhou světovou válku. Za socialismu byl klub financován ROH (Revoluční Odborové Hnutí). Místnosti v Trojické ulici využívalo ROH ministerstva obchodu pro svoji amatérskou „kulturně - výchovnou činnost“. ČKK byl jeho součástí.
Od roku 1955 byl členem ČKK dr. Jiří Rentz, jehož působení v klubu mělo obrovský význam. Objevil totiž způsob nasazení magnetické zvukové stopy na filmový pás a svůj vynález si nechal patentovat. Jeho zásluhou byly v ČKK promítány zvukové filmy již v roce 1956, o tři roky dříve než na Barrandově. Spolupracoval také s Československou televizí a Českou televizí, FAMU, Národním filmovým archivem.
Po roce 1989 se musel klub finančně postavit na vlastní nohy. Po prvotních nesnázích s hledáním nových prostor se v roce 1992 klub usadil v Divadélku v suterénu, jehož prostory jim k poskytoval Dům armády. Divadélko bylo vybaveno filmovým plátnem a videoprojektorem. V roce 1999 přesídlil klub do prostor Stanice techniků na adrese Pod Juliskou 2a, Praha 6 – Dejvice, kde funguje dodnes.

## Současnost
Členové ČKK kdysi natáčeli na filmový pás. Současnost je však již ve znamení moderních digitálních médií. Všichni členové používají digitální videokamery a zpracovávají své snímky na počítači. Mnoho členů se pravidelně zúčastňuje veřejných amatérských soutěží a festivalů V ČR i v zahraničí, kde sklízí se svými díly úspěchy. Členové se pravidelně scházejí, pořádají promítací večery. Na své akce zvou i odborníky z řad majitelů počítačových firem, zabývajících se video-střihem či jiné profesionály z oboru. V roce 2004 se klub stal členem ČVU (Český výbor UNICA).

## Významní členové
- Čeněk Zahradníček (1900–1989), proslul jako kameraman-dokumentarista a jeden z hlavních tvůrců Československého filmového týdeníku Aktualita.[3]
- RNDr. Jiří Rentz (1919–2011), český vynálezce magnetické zvukové stopy na filmu.[5]
- Emil Pražan (* 1927), čestný člen – autor odborných publikací a knih, metodik amatérského filmu a porotce[6]
- Ondřej Suchý (* 1945), čestný člen – novinář, moderátor, spisovatel a textař, bratr Jiřího Suchého.[7]